# Augustus Daniel Imms
 (février 2021).
La mise en forme du texte ne suit pas les recommandations de Wikipédia : il faut le « wikifier ».
Les points d'amélioration suivants sont les cas les plus fréquents. Le détail des points à revoir est peut-être précisé sur la page de discussion.
- Les titres sont pré-formatés par le logiciel. Ils ne sont ni en capitales, ni en gras.
- Le texte ne doit pas être écrit en capitales (les noms de famille non plus), ni en gras, ni en italique, ni en « petit »…
- Le gras n'est utilisé que pour surligner le titre de l'article dans l'introduction, une seule fois.
- L'italique est rarement utilisé : mots en langue étrangère, titres d'œuvres, noms de bateaux, etc.
- Les citations ne sont pas en italique mais en corps de texte normal. Elles sont entourées par des guillemets français : « et ».
- Les listes à puces sont à éviter, des paragraphes rédigés étant largement préférés. Les tableaux sont à réserver à la présentation de données structurées (résultats, etc.).
- Les appels de note de bas de page (petits chiffres en exposant, introduits par l'outil «  Source ») sont à placer entre la fin de phrase et le point final[comme ça].
- Les liens internes (vers d'autres articles de Wikipédia) sont à choisir avec parcimonie. Créez des liens vers des articles approfondissant le sujet. Les termes génériques sans rapport avec le sujet sont à éviter, ainsi que les répétitions de liens vers un même terme.
- Les liens externes sont à placer uniquement dans une section « Liens externes », à la fin de l'article. Ces liens sont à choisir avec parcimonie suivant les règles définies. Si un lien sert de source à l'article, son insertion dans le texte est à faire par les notes de bas de page.
- La présentation des références doit suivre les conventions bibliographiques. Il est recommandé d'utiliser les modèles {{Ouvrage}}, {{Chapitre}}, {{Article}}, {{Lien web}} et/ou {{Bibliographie}}. Le mode d'édition visuel peut mettre en forme automatiquement les références.
- Insérer une infobox (cadre d'informations à droite) n'est pas obligatoire pour parachever la mise en page.

Pour une aide détaillée, merci de consulter Aide:Wikification.
Si vous pensez que ces points ont été résolus, vous pouvez retirer ce bandeau et améliorer la mise en forme d'un autre article.
Augustus Daniel Imms (né le 24 août 1880 à Moseley, Worcestershire et mort le 3 avril 1949 à Tipton St. John, Devon) est un enseignant, directeur de recherche et entomologiste anglais. Il est l'auteur d'un manuel de référence qui a fait l'objet de plusieurs éditions et qui a été mis à jour après sa mort sous le titre Imms' General Textbook of Entomology. La dixième et dernière édition date de 1977,

## Jeunesse
Augustus D. Imms est l'aîné de deux enfants. Son père, Walter Imms, travaille à la banque Lloyds. Sa mère, Mary Jane Daniel, est née à Newark dans le New Jersey, de parents anglais revenus par la suite en Grande-Bretagne. Peu de membres de la famille s'intéressent aux sciences.
Augustus Imms est asthmatique, ce qui conduit à de fréquentes interruptions de ses études. Il passe quelque temps au lycée St Edmunds, à Birmingham, dont le directeur, William Bywater Grove, est un mycologue bien connu. L'intérêt du jeune homme pour l'histoire naturelle est cependant davantage encouragé par C.F. Olney, de la Northampton Natural History Society. Vers l'âge de dix-sept ans, il acquiert l'ouvrage de Robert Bentley Todd Cyclopædia of Anatomy and Physiology. Celui-ci  comprend un article détaillé sur les insectes,.

## Carrière
Imms étudie les sciences au Mason University College de Birmingham et, bien que son père souhaite qu'il devienne chimiste dans l'industrie, il opte pour la biologie. Il étudie sous la direction de T.W. Bridge, alors professeur de zoologie, et produit deux articles scientifiques sur les poissons, en 1904 et 1905. Il obtient un Bachelor of Science à Londres en 1903, avec une spécialisation en zoologie. Après avoir passé deux ans avec T.W.Bridge à Birmingham, l'attribution en 1905 d'une bourse d'études dans le cadre du dispositif 1851 Research Fellowship lui permet d'intégrer le Christ's College de Cambridge, sous la direction d'A.E. Shipley. Il obtient une maîtrise en sciences à l' Université de Birmingham en 1906 et y travaille comme assistant en zoologie.
En 1911, le gouvernement de l'Inde propose à Augustus Imms un poste d'entomologiste forestier à Dehra Dun, en remplacement d'E.P. Stebbing . Dans les provinces centrales de l'Inde, il étudie la production du lac, une sécrétion résineuse d'insectes de la famille des Kerriidae également appelés insectes lac. Il s'intéresse aussi aux ravageurs des forêts de conifères. Imms considérait les six années passées en Inde plus satisfaisantes qu'un séjour à Cambridge, qui aurait présenté le risque, selon ses propres termes, de "développer une myopie conduisant à considérer Cambridge comme le centre de l'univers". En 1913, il quitte l'Inde pour des raisons de santé et accepte un poste de chargé de cours en entomologie agricole à Manchester, sous la direction du professeur S.J. Hickson. Dans les années 1914-1918, ses candidatures à différents postes se voient opposer une fin de non-recevoir. Il écrit alors à la station expérimentale de Rothamsted, exhortant les autorités à créer un département d'entomologie. Il obtient satisfaction en 1918 et en est nommé entomologiste en chef.
La première édition de A General Textbook of Entomology est publiée en 1925, par Methuen. La septième édition paraît en 1948, l'année précédant sa mort. Cet ouvrage est alors devenu le manuel d'entomologie le plus important de son époque, concurrencé par le seul An Introduction to Entomology de l'américain John Henry Comstock, bien plus ancien puisqu'il date de 1888. Après la mort d'Augustus Imms, trois autres éditions sont publiées avec une mise à jour d'Owain Richards et Richard Gareth Davies. La dernière date de 1977.
Augustus Imms était membre de la Royal Society, de la Royal Entomological Society et de l'American Academy of Arts and Sciences.
Il est l'auteur du huitième volume de la collection New Naturalist, intitulé Insect Natural History.

## Travaux
- A general textbook of entomology: Including the anatomy, physiology, development and classification of insects (1925)

- Recent advances in entomology. Londres 1931

- Insect Natural History. New Naturalist, Collins, Londres 1947.